# Đại học Nakhonphanom
Đại học Nakhonphanom (tiếng Thái: มหาวิทยาลัยนครพนม) được thành lập năm 2005 thông qua việc kết hợp hai viện ở tỉnh Nakhon Phanom, bao gồm Đại học Nakhon Phanom Rajabhat, Cao đẳng Kỹ thuật Nakhonphanom, Cao đẳng Nông nghiệp và Công nghệ Nakhonphanom, Cao đẳng Giáo dục Cộng đồng Thatphanom, Cao đẳng Giáo dục Cộng đồng Nawa, và Cao đẳng Y tá Boromarjonani, Nakhon Phanom.
Hiện tại, trường có cơ sở chính tại số 330 Đường Abhibalbancha, Nai Muang, Muang, Nakhon Phanom 48000. Trường có những khoa và viện sau:
- Khoa Quản trị Kinh doanh và Khoa học Thông tin
- Khoa Nghệ thuật và Khoa học
- Cao đẳng Giáo dục Cộng đồng Nawa
- Cao đẳng Nông nghiệp và Công nghệ Nakhonphanom
- Cao đẳng Y tá Boromarjonani, Nakhon Phanom
- Cao đẳng Kỹ thuật Nakhonphanom
- Cao đẳng Du lịch và Dịch vụ
- Cao đẳng Máy bay Quốc tế
- Viện Nghiên cứu và Phát triển
- Viện Nghiên cứu Đông Dương